# Antonín Prachař
Antonín Prachař, né le 14 décembre 1966 à Uherské Hradiště, est un homme politique tchèque membre de l'Action des citoyens mécontents (ANO 2011).

## Biographie
Diplômé de l'Université de Žilina, il est très actif au sein de ČESMAD Bohemia, une association de transporteurs dont il est le vice-président à deux reprises.
Le 29 janvier 2014, il est nommé ministre des Transports. Il décide de démissionner le 12 novembre suivant. Son successeur est nommé le 4 décembre, en la personne de Dan Ťok.